# Valerie
Valerie ist ein weiblicher Vorname. Er ist zu unterscheiden vom Männernamen Валерий (Walerij, Waleri). Die ursprüngliche lateinische Form ist Valeria, als weibliche Form zu Valerius.

## Herkunft
Valerie stammt vom römischen Gentilnamen Valerius („aus dem Geschlecht der Valerier“), mit der Bedeutung „die Starke, Gesunde“ (vom lateinischen valere).

## Varianten/Koseformen
Varianten:
- Valeria (lateinisch, italienisch, albanisch)
- Valéria (slowakisch, ungarisch)
- Valerie (deutsch, englisch)
- Valérie/Valéry (französisch)
- Валерия/Walerija (russisch)
- Валерія (ukrainisch)
- Waleria (polnisch)
- Valeska (polnisch)
- Valerija (kroatisch, litauisch)

Spitznamen:
- Vali
- Vale (kroatisch, Schweiz)
- Vala (Deutschland)
- Val (Amerika)
- Valika (Slowakei, Ungarn)
- Lera (Russland)
- Valle (Deutschland)
- Valli (Deutschland)
- Lili (Deutschland, Österreich)
- Vava (Schweiz)
- Valey (Deutschland)
- Valzi (Deutschland)
- Vavazinha (Brasilien)
- Vavá (Brasilien)

## Namensträgerinnen
Valerie:
- Valerie Adams (* 1984), neuseeländische Leichtathletin
- Valerie Anita Aurora (* 1978), US-amerikanische Informatikerin und Gründerin einer gemeinnützigen Gesellschaft
- Valerie Azlynn (* 1980), US-amerikanische Schauspielerin
- Valerie Bertinelli (* 1960), US-amerikanische Schauspielerin
- Valerie Bettis (1919–1982), US-amerikanische Tänzerin und Choreografin
- Valerie Bolzano (* 1968), österreichische Schauspielerin und Kabarettistin
- Valerie Cruz (* 1976), US-amerikanische Schauspielerin kubanischer Abstammung
- Valerie Dore (* 1963), italienische Sängerin
- Valerie Fritsch (* 1989), österreichische Schriftstellerin und Fotokünstlerin
- Valerie Göhring (* 1992), deutsche Dramaturgin
- Valerie Haller (* 1970), deutsche Moderatorin und Börsenreporterin
- Valerie Harper (1939–2019), US-amerikanische Schauspielerin
- Valerie Huber (* 1996), österreichische Schauspielerin
- Valerie Hughes, Kanadische Rechtsanwältin, Ministerialbeamtin und WTO-Funktionärin
- Valerie Jarrett (* 1956), US-amerikanische Rechtsanwältin, Geschäftsfrau und Politikerin
- Valerie June (* 1982), afroamerikanische Sängerin, Songwriterin und Multiinstrumentalistin
- Valerie Koch (* 1974), deutsche Theater- und Filmschauspielerin
- Valerie Lorenz-Szabo (1916–1996), österreichische Schriftstellerin
- Valerie Mahaffey (1953–2025), US-amerikanische Schauspielerin
- Valerie May-Hülsmann (1883–1946), deutsche Malerin und Illustratorin
- Valerie Niehaus (* 1974), deutsche Schauspielerin
- Valerie Oberhof (* 1976), deutsche Sängerin und Schauspielerin
- Valerie Ramey (* 1959), US-amerikanische Wirtschaftswissenschaftlerin und Hochschullehrerin
- Valerie Pachner (* 1987), österreichische Schauspielerin
- Valerie Perrine (* 1943), US-amerikanische Schauspielerin
- Valerie Solanas (1936–1988), US-amerikanische radikal-feministische Schriftstellerin
- Valerie Springer (* 1958), österreichische Schriftstellerin
- Valerie Steinmann (1921–2011), Schweizer Schauspielerin
- Valerie Stoll (* 1999), deutsche Schauspielerin
- Valerie Taylor (* 1935), australische Taucherin
- Valerie Viehoff (* 1976), deutsche Ruderin, Olympiateilnehmerin 2000 (Silbermedaille)
- Valerie Weigmann (* 1989), deutsch-philippinisches Model und Schauspielerin
- Valerie Young (* 1937), neuseeländische Kugelstoßerin und Diskuswerferin

Valérie:
- Valérie Arrighetti-Ghibaudo (* 1972), französische Windsurferin
- Valérie Benguigui (1965–2013), französische Schauspielerin
- Valérie Bonneton (* 1970), französische Schauspielerin
- Valérie Courtois (* 1990), belgische Volleyballspielerin
- Valérie Crunchant (* 1978), französische Schauspielerin
- Valérie Donzelli (* 1973), französische Schauspielerin, Regisseurin und Drehbuchautorin
- Valérie Ducognon (* 1972), französische Skibergsteigerin
- Valérie Favre (* 1959), schweizerische Bildende Künstlerin, Professorin an der UdK Berlin
- Valérie Garbani (* 1966), Schweizer Politikerin
- Valérie Hayer (* 1986), französische Politikerin (Renaissance)
- Valérie Kaprisky (* 1962), französische Schauspielerin
- Valérie Lang (1966–2013), französische Schauspielerin
- Valérie Lemercier (* 1964), französische Schauspielerin, Filmregisseurin, Drehbuchautorin und Sängerin
- Valérie von Martens (1894–1986), österreichisch-deutsche Schauspielerin
- Valérie Masson-Delmotte (* 1971) ist eine französische Paläoklimatologin
- Valérie Nicolas (* 1975), französische Handballspielerin
- Valérie Pécresse (* 1967), französische Politikerin
- Valérie Perrin (* 1967), französische Romanautorin, Standfotografin und Drehbuchautorin
- Valérie Portmann (* 1958), Schweizer Pianistin und Jazzmanagerin
- Valérie Quennessen (1957–1989), französische Schauspielerin
- Valérie Reggel (* 1987), Schweizer Leichtathletin und Siebenkämpferin
- Valérie Sajdik (* 1978), österreichische Popsängerin (Valerie)
- Valérie Schneider (* 1989 oder 1990), Schweizer Schauspielerin
- Valérie Tasso (1969), französische Schriftstellerin
- Valérie Trierweiler (* 1965), französische Journalistin und ehemalige Lebensgefährtin des französischen Staatspräsidenten François Hollande
- Valérie Valère (1961–1982), französische Schriftstellerin
- Valérie Wagner (* 1965), deutsche Fotografin, Künstlerin und Autorin
- Valérie Zenatti (* 1970), französisch-israelische Schriftstellerin

Valeria:
- Valeria Bruni Tedeschi (* 1964), italienisch-französische Schauspielerin, Filmregisseurin, Drehbuchautorin und Sängerin
- Valeria Ciavatta (* 1959), Politikerin aus San Marino
- Valeria Eisenbart (* 1998), deutsche Schauspielerin
- Valeria Fabrizi (* 1936), italienische Schauspielerin und Sängerin
- Valeria Golino (* 1965), italienische Schauspielerin und Regisseurin
- Valeria Gordeev (* 1986), deutsche Schriftstellerin und Illustratorin
- Valeria Kleiner (* 1991), deutsche Fußballspielerin
- Valeria Luiselli (* 1983), mexikanische Schriftstellerin
- Valeria Moriconi (1931–2005), italienische Schauspielerin
- Valeria Nash (* 1995), deutsche Musikerin
- Walerija Iljinitschna Nowodworskaja (1950–2014), russische oppositionelle Politikerin, Publizistin und Menschenrechtlerin
- Valeria Peter Predescu (1947–2009), rumänische Volksmusikinterpretin
- Valeria Răcilă (* 1957), rumänische Ruderin
- Valeria Rivero (* 1984), peruanische Badmintonspielerin
- Valeria Spälty (* 1983), Schweizer Curlerin
- Valeria Zangger (* 1985), Schweizer Jazzmusikerin

Walerija:
- Walerija Anatoljewna Gerassimowa (1903–1970), russisch-sowjetische Schriftstellerin und Literaturkritikerin
- Walerija Alexejewna Golubzowa (1901–1987), sowjetische Elektroingenieurin
- Walerija Hontarewa (* 1964), ukrainische Ökonomin, ehemalige Präsidentin der Nationalbank der Ukraine
- Walerija Alexandrowna Lanskaja (* 1987), russische Schauspielerin
- Walerija Iljinitschna Nowodworskaja (1950–2014), russische oppositionelle Politikerin, Publizistin und Menschenrechtlerin
- Walerija Michailowna Porochowa (1940–2019), sowjetische bzw. russische Hochschullehrerin und Koran-Übersetzerin
- Walerija Leonidowna Potjomkina (* 1985), russische Eisläuferin (Shorttrack)
- Walerija Dmitrijewna Sawinych (* 1991), russische Tennisspielerin
- Walerija Sergejewna Scholobowa (* 1992), russische Ringerin
- Walerija Alexandrowna Solowjowa (* 1992), russische Tennisspielerin
- Walerija Strachowa (* 1995), ukrainische Tennisspielerin
- Walerija Alexejewna Troizkaja (1917–2010), russische Geophysikerin
- Walerija Walerjewna Tschepsarakowa (* 1989), russische Ringerin

Zwischenname:
- Elvyra Valerija Lapukienė (1942–2018), litauische Politikerin, Bürgermeisterin von Plungė
- Marie Valerie von Österreich (1868–1924), österreichische Erzherzogin
- Jade Valerie Villalon (* 1980), US-amerikanische Popsängerin und Schauspielerin

## Fiktive Person
- Valerie Denzer, eine von Mirja Boes verkörperte Kunstfigur